# 日食田中屋
株式会社日食田中屋（にっしょくたなかや）は、東京都渋谷区代々木に本社を置いていた、JR新宿駅の駅構内営業業者でNRE（日本レストランエンタプライズ。現・JR東日本フーズ）グループに属していた。
元々新宿駅の構内営業権は明治30年以来「田中屋」が持っていたが、田中屋とNRE（当時は日本食堂）との合弁会社「日食田中屋」が設立され、同社に営業権が譲渡されている。
なお、田中屋は現在も存在し、不動産の賃貸と日食田中屋が販売するパンの製造を行っている。

## 沿革
- 1897年 - 田中屋が新宿駅での構内営業権を得て弁当や雑貨等の販売を開始（個人創業）。
- 1951年10月 - 株式会社に改組、「株式会社田中屋」となる。
- 1957年 - 名物駅弁となる「鳥めし」の販売開始。
- 1991年4月 - 日本食堂との合弁会社「株式会社日食田中屋」が発足、同社に新宿駅の構内営業権が譲渡される。同時に「鳥めし」の販売が終了する。
- 2001年 - 「復刻鳥めし」として「鳥めし」が復活する。
- 2011年10月 - 日本レストランエンタプライズの完全子会社となる。
- 2012年4月 - 日本レストランエンタプライズに吸収合併。

## 事業内容
- 新宿駅構内営業
  - 5・6番線「五平そば」
  - 5・6番線ホーム売店
  - 南口コンコースそば店「味彩」